# 第92回全国高等学校ラグビーフットボール大会
第92回全国高等学校ラグビーフットボール大会は、2012年（平成24年）12月27日から2013年（平成25年）1月7日まで近鉄花園ラグビー場にて開催された全国高校ラグビー大会である。平成24年度全国高等学校総合体育大会を兼ねて開催。優勝は大阪府の常翔学園高校（5回目）。

## 概要
- 今大会ではジャルジャルとNMB48のメンバーが大会ポスターに起用された[1]。
- 開会式での選手宣誓は常翔学園主将山田有樹が務めた[2]。
- 4連覇を狙った東福岡は準々決勝で敗退。ベスト4以上の連続記録も6で止まった（次大会以降、ベスト4以上の連続記録を継続中だったが、第104回大会準々決勝敗れ記録は11大会連続で止まった）。

### 日程
- 12月27日、開会式（第1グラウンド）、1回戦
- 12月28日、1回戦
- 12月30日、2回戦
- 1月1日、3回戦
- 1月3日、準々決勝
- 1月5日、準決勝
- 1月7日、決勝、閉会式

## 出場校
※シード校については、校名の後ろに(A)、(B)と記載。
北海道
- 北北海道代表 - 遠軽（3年連続8回目）
- 南北海道代表 - 札幌山の手（13年連続13回目）

東北
- 青森県代表 - 青森北（2年連続14回目）
- 岩手県代表 - 黒沢尻北（7年ぶり3回目）
- 宮城県代表 - 仙台育英（17年連続19回目）
- 秋田県代表 - 秋田工（2年ぶり64回目） (A)
- 山形県代表 - 山形中央（15年連続21回目）
- 福島県代表 - 平工（4年ぶり13回目）

関東
- 茨城県代表 - 茗溪学園（3年ぶり18回目）(B)
- 栃木県代表 - 國學院栃木（13年連続18回目）
- 群馬県代表 - 太田（初出場）
- 埼玉県代表 - 深谷（5年連続6回目）(B)
- 千葉県代表 - 流通経済大柏（18年連続20回目）(B)
- 東京都第一代表 - 國學院久我山（22年連続38回目）(B)
- 東京都第二代表 - 東京（2年連続9回目）
- 神奈川県代表 - 桐蔭学園（8年連続12回目）(B)
- 山梨県代表 - 日川（7年連続42回目）

北信越
- 新潟県代表 - 新潟工（9年連続37回目）
- 長野県代表 - 岡谷工（2年ぶり25回目）
- 富山県代表 - 富山第一（2年連続7回目）
- 石川県代表 - 日本航空石川（8年連続8回目）
- 福井県代表 - 若狭東（2年連続26回目）

東海
- 静岡県代表 - 東海大翔洋（4年ぶり9回目）
- 愛知県代表 - 西陵（3年ぶり39回目）
- 岐阜県代表 - 関商工（2年連続33回目）
- 三重県代表 - 朝明（3年ぶり3回目）

近畿
- 滋賀県代表 - 光泉（2年連続4回目）
- 京都府代表 - 伏見工（2年ぶり19回目）(B)
- 大阪府第一代表 - 常翔学園（2年連続33回目）(A)
- 大阪府第二代表 - 大阪朝鮮（4年連続7回目）(B)
- 大阪府第三代表 - 大阪桐蔭（2年ぶり7回目）
- 兵庫県代表 - 報徳学園（3年ぶり39回目）(B)
- 奈良県代表 - 御所実（5年連続8回目）(B)
- 和歌山県代表 - 和歌山工（4年連続20回目）

中国
- 鳥取県代表 - 倉吉総合産（2年ぶり3回目）[3]
- 島根県代表 - 石見智翠館（22年連続22回目）(B)
- 岡山県代表 - 倉敷工（2年ぶり3回目）
- 広島県代表 - 尾道（6年連続7回目）
- 山口県代表 - 萩商工（11年連続19回目）

四国
- 徳島県代表 - 貞光工（5年連続23回目）
- 香川県代表 - 坂出工（2年連続20回目）
- 愛媛県代表 - 三島（3年ぶり3回目）
- 高知県代表 - 土佐塾（5年ぶり12回目）

九州・沖縄
- 福岡県代表 - 東福岡（13年連続23回目）(A)
- 佐賀県代表 - 佐賀工（31年連続41回目）
- 長崎県代表 - 長崎南山（3年ぶり3回目）
- 熊本県代表 - 荒尾（2年ぶり6回目）[4]
- 大分県代表 - 大分舞鶴（27年連続51回目）
- 宮崎県代表 - 高鍋（2年連続20回目）
- 鹿児島県代表 - 鹿児島実（2年ぶり14回目）
- 沖縄県代表 - コザ（2年連続12回目）

## 試合結果
- 時刻はすべて日本標準時 (UTC+9)
- 括弧内は前半終了時のスコアを示す。
- 太字は勝利校を示す。

### 1回戦
| 2012年12月27日 12:00 | 坂出工     | 7-70  | (0−41) | 遠軽         | 第1グラウンド |
| 2012年12月27日 13:15 | 土佐塾     | 0-93  | (0−50) | 國學院栃木   | 第1グラウンド |
| 2012年12月27日 12:00 | 尾道       | 31-7  | (19−0) | 岡谷工       | 第2グラウンド |
| 2012年12月27日 13:15 | 荒尾       | 43-7  | (17−7) | 富山第一     | 第2グラウンド |
| 2012年12月27日 12:00 | 倉敷工     | 7-78  | (0−38) | 日川         | 第3グラウンド |
| 2012年12月27日 13:15 | コザ       | 35-21 | (13−0) | 関商工       | 第3グラウンド |
| 2012年12月27日 14:30 | 高鍋       | 22-19 | (12−0) | 朝明         | 第3グラウンド |
| 2012年12月27日 14:30 | 長崎南山   | 34-14 | (5−7)  | 札幌山の手   | 第2グラウンド |
| 2012年12月28日 11:15 | 鹿児島実   | 12-17 | (0−12) | 新潟工       | 第1グラウンド |
| 2012年12月28日 10:00 | 萩商工     | 19-12 | (14−0) | 黒沢尻北     | 第3グラウンド |
| 2012年12月28日 11:15 | 佐賀工     | 38-12 | (12−5) | 仙台育英     | 第3グラウンド |
| 2012年12月28日 10:00 | 貞光工     | 12-36 | (7−12) | 日本航空石川 | 第2グラウンド |
| 2012年12月28日 11:15 | 和歌山工   | 12-15 | (0−10) | 平工         | 第2グラウンド |
| 2012年12月28日 12:30 | 大阪桐蔭   | 29-15 | (7−10) | 青森北       | 第2グラウンド |
| 2012年12月28日 12:30 | 三島       | 5-43  | (5−17) | 東京         | 第1グラウンド |
| 2012年12月27日 13:45 | 大分舞鶴   | 14-20 | (14−0) | 東海大翔洋   | 第1グラウンド |
| 2012年12月28日 12:30 | 倉吉総合産 | 0-100 | (0−36) | 西陵         | 第3グラウンド |
| 2012年12月28日 13:45 | 光泉       | 36-8  | (12−3) | 太田         | 第3グラウンド |
| 2012年12月28日 13:45 | 若狭東     | 45-0  | (19−0) | 山形中央     | 第2グラウンド |

### 2回戦
| 2012年12月30日 15:15 | 東福岡     | 102-0 | (59−0) | 遠軽         | 第3グラウンド |
| 2012年12月30日 14:00 | 國學院栃木 | 0-17  | (0−10) | 尾道         | 第3グラウンド |
| 2012年12月30日 12:45 | 伏見工     | 34-0  | (27−0) | 荒尾         | 第3グラウンド |
| 2012年12月30日 11:30 | 日川       | 10-14 | (3−7)  | 深谷         | 第3グラウンド |
| 2012年12月30日 10:15 | 大阪朝鮮   | 45-3  | (19−3) | コザ         | 第3グラウンド |
| 2012年12月30日 14:30 | 高鍋       | 5-57  | (0−22) | 茗溪学園     | 第2グラウンド |
| 2012年12月30日 13:15 | 石見智翠館 | 26-26 | (5−7)  | 長崎南山     | 第2グラウンド |
| 2012年12月30日 12:30 | 新潟工     | 0-46  | (0−15) | 流通経済大柏 | 第2グラウンド |
| 2012年12月30日 10:45 | 常翔学園   | 70-0  | (50−0) | 萩商工       | 第2グラウンド |
| 2012年12月30日 09:30 | 佐賀工     | 28-0  | (7−0)  | 日本航空石川 | 第2グラウンド |
| 2012年12月30日 14:30 | 報徳学園   | 44-0  | (22−0) | 平工         | 第1グラウンド |
| 2012年12月30日 13:15 | 大阪桐蔭   | 17-21 | (5−7)  | 國學院久我山 | 第1グラウンド |
| 2012年12月30日 09:00 | 御所実     | 10-5  | (10−5) | 東京         | 第3グラウンド |
| 2012年12月30日 12:00 | 東海大翔洋 | 7-62  | (0−36) | 桐蔭学園     | 第1グラウンド |
| 2012年12月30日 10:45 | 西陵       | 24-10 | (14−0) | 光泉         | 第1グラウンド |
| 2012年12月30日 09:00 | 若狭東     | 0-48  | (0−26) | 秋田工       | 第1グラウンド |

### 3回戦
| 2013年1月1日 10:30 | 東福岡     | 21-20 | (14−15) | 尾道         | 第3グラウンド |
| 2013年1月1日 10:30 | 伏見工     | 23-19 | (5−5)   | 深谷         | 第1グラウンド |
| 2013年1月1日 11:50 | 大阪朝鮮   | 24-37 | (19-24) | 茗溪学園     | 第1グラウンド |
| 2013年1月1日 13:10 | 石見智翠館 | 31-5  | (10−0)  | 流通経済大柏 | 第1グラウンド |
| 2013年1月1日 14:30 | 常翔学園   | 48-0  | (29−0)  | 佐賀工       | 第1グラウンド |
| 2013年1月1日 11:50 | 報徳学園   | 11-29 | (6−12)  | 國學院久我山 | 第3グラウンド |
| 2013年1月1日 13:10 | 御所実     | 27-17 | (12−5)  | 桐蔭学園     | 第3グラウンド |
| 2013年1月1日 14:30 | 西陵       | 6-66  | (6−32)  | 秋田工       | 第3グラウンド |

### 準々決勝
| 2013年1月3日 10:30 | 國學院久我山 | 29-12 | (19−0)  | 石見智翠館 | 第1グラウンド |
| 2013年1月3日 11:50 | 東福岡       | 24-31 | (24−5)  | 茗溪学園   | 第1グラウンド |
| 2013年1月3日 13:10 | 常翔学園     | 27-26 | (12−12) | 伏見工     | 第1グラウンド |
| 2013年1月3日 14:30 | 御所実       | 17-12 | (7−7)   | 秋田工     | 第1グラウンド |

### 準決勝
| 2013年1月5日 13:00 | 國學院久我山 | 0-57  | (0−26) | 常翔学園 | 第1グラウンド |
| 2013年1月5日 14:25 | 御所実       | 48-17 | (15−7) | 茗溪学園 | 第1グラウンド |

### 決勝
| 2013年01月07日 14:00 | 常翔学園                                  | 17-14 (10-7)                                   | 御所実                                    | 第1グラウンド 観客数: 10,000人 レフリー: 松岡辰也 |
| 2013年01月07日 14:00 | トライ: 3 コンバート: 1 PK: 0 ドロップ: 0 | 詳細 日本ラグビーフットボール協会 2013年1月7日 | トライ: 2 コンバート: 2 PK: 0 ドロップ: 0 | 第1グラウンド 観客数: 10,000人 レフリー: 松岡辰也 |

| 御所実    |    |            |                |
| FW        | 01 | 古川太揮   |                |
| FW        | 02 | 竹井勇二   |                |
| FW        | 03 | 藤田拓哉   |                |
| FW        | 04 | 桐山大輝   |                |
| FW        | 05 | 下涼真     |                |
| FW        | 06 | 立花拡聖   | 前半22' 後半6' |
| FW        | 07 | 中川将弥   |                |
| FW        | 08 | 平澤馨     |                |
| HB        | 09 | 柏原拓人   |                |
| HB        | 10 | 福沢遼     |                |
| TB        | 11 | 竹山晃暉   |                |
| TB        | 12 | 矢澤巧久留 | 前半14分       |
| TB        | 13 | 坪井宏樹   |                |
| TB        | 14 | 木下翔太   | 前半14分       |
| FB        | 15 | 和田源太   |                |
| リザーブ: |    |            |                |
|           | 16 | 宮崎大輔   |                |
|           | 17 | 菅原貴人   |                |
|           | 18 | 矢澤蒼     |                |
|           | 19 | 田中佑磨   |                |
|           | 20 | 新宅魁伍   | 前半14分       |
|           | 21 | 坂本英人   | 前半14分       |
|           | 22 | 木村悠人   |                |
|           | 23 | 池幡一生   |                |
|           | 24 | 早稲田龍   |                |
|           | 25 | 吉川浩貴   |                |
|           |    |            |                |
| 監督      |    |            |                |
| 竹田寛行  |    |            |                |

※赤字は、優勝校もしくは得点が高いことを示す。また、脚注の( )内の分数はキックの成功率、[ ]内の自然数は当該選手の背番号を示す。
| 全国高等学校ラグビーフットボール大会 第92回大会 優勝 |
| ---------------------------------------------------- |
| 常翔学園 17年振り5回目                               |

## 関連試合

### U18花園女子セブンズ～花園からオリンピックへ～
- 高校3年生以下の女性選手を40人に選抜してそれぞれ20人ずつをハイパフォーマンスの部と普及の部の2つに分けて、それぞれ東西2チーム作って、試合を実施された。
- 2012年12月27日 花園ラグビー場 第1グラウンド
- 第1試合（普及の部）11:10開始 結果 東軍 21-17 西軍
- 第2試合（ハイパフォーマンスの部）11:35開始 結果 東軍 19-10 西軍

### 第5回U18合同チーム東西対抗戦～もうひとつの花園～
- 今大会では第8回全国高等学校合同チームラグビーフットボール大会に出場した選手を50人選抜して、東西2チームにそれぞれ25人に分けて試合が実施された。

2013年1月7日 花園ラグビー場 第1グラウンド 12:30開始試合結果西軍 64-7東軍

## 記録
- 西陵、東福岡がそれぞれ2度目の100点試合での勝利を記録。2度目の100点試合勝利達成は常翔学園についで、史上2、3校目。